# Списак владара Лужичких Срба
Списак владара Лужичких Срба обухвата лужичкосрпске владаре (жупане, кнезове, краљеве и цареве). Део њих је био у савезу тј. у саставу Дерванове Србије.

## Списак владара савезних племена
- Дерван, кнез (631—636)
- Семела, краљ (пре 805)
- Милидух, краљ (пре 806)
- Тунгло, вођа (кнез) (око 820—839)
- Цзимислав, краљ (839—840)
- Жистибор, кнез (840—859)
- Славибор, кнез (859—894)
- Драгомир, кнез (894 — 10. век)
- Попо, кнез (10. век)
- Хервицус, жупан Течобудице (данас Елстерауе)
- Богислав, владар ?
- Драговит, краљ ?
- Гостимисл, краљ ?
- Круто, владар ?
- Мирослав, словенски војвода (кнез) ?
- Признослав, вођа (кнез) ?
- Ратибор, вођа (кнез) ?
- Тугумир, краљ Хавеља

## Списак владара Ободрита
- Вратислав, владар Ободрита
- Славомир, краљ Ободрита
- Растислав, цар Ободрита
- Мстислав, високи Ободрит
- Болислав, кнез Ободрита
- Чедраг, кнез Ободрита
- Добемисл, краљ Ободрита
- Драгомира, дама Ободрита
- Драшко, краљ Ободрита
- Годолиуб, кнез Ободрита
- Стојнев, кнез Ободрита

## Остали владари
- Вишеслав, владар Руга
- Војислава, војвоткиња Поморана
- Лиубо, краљ Вилзена (данас код источног Мекленбурга, Западног Померанија и северног Бранденбурга)
- Прибислав, владар Бранденбурга
- Милогост, краљ Вилзена
- Јакс, кнез Берлина
- Јаромир, владар Руга[1]